# 케플러-4

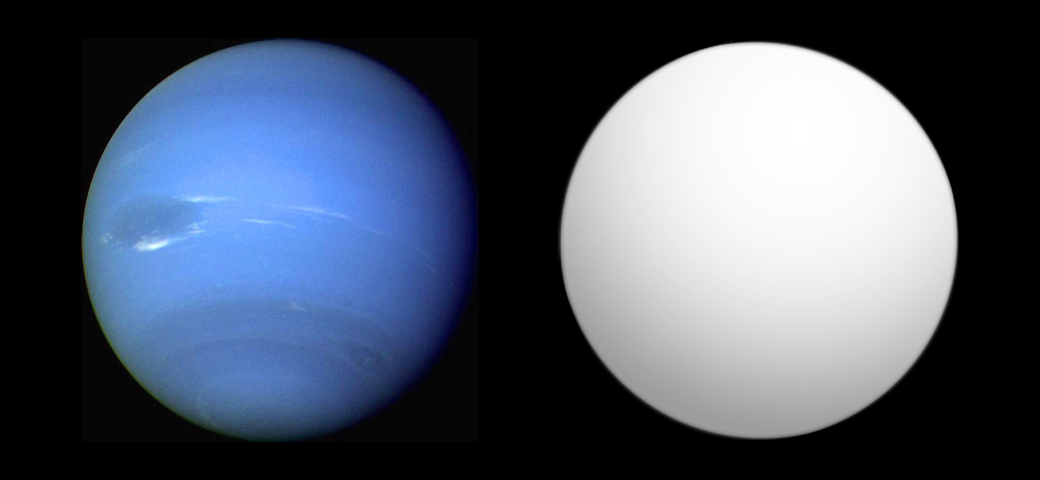

케플러-4는 지구로부터 용자리 방향으로 약 1631광년 떨어진 곳에 있는 G형 주계열성이다. 이 별은 케플러 계획의 관측 대상이다.

## 행성계
2010년 1월 4일 행성 과학자들은 케플러-4 주위를 도는 외계 행성 케플러-4b의 존재를 공식적으로 발표하였다.
| 동반 천체 (가까운 천체순) | 질량 (MJ) | 공전주기 (일) | 공전궤도 반지름 (AU) | 이심률 |
| ------------------------- | --------- | ------------- | -------------------- | ------ |
| b                         | .077      | 3.2135        | .04558               | 0      |